# UK Truck Simulator
UK Truck Simulator este un joc de simulare cu camioane creat de Software SCS. Are o rețea de autostrăzi și principalele rute de camioane cu 18 din cele mai mari orașe din Marea Britanie. Se poate alege orașul de începere dintre Felixstowe, Sheffield și Plymouth.